# Црвоточина
Црвоточина (Ајнштајн-Розенов мост) је термин који иако теоријски (научно) није немогућ, користи се само у научној фантастици у често банализованој форми. Представља подсвемирски тунел који спаја две удаљене тачке у простору или времену, а заснива се на посебном решењу једначина Ајнштајновог поља. Састоји се од две рупе које повезује ходник изван нормалног свемира. С обзиром да је овај ходник краћи од нормалног растојања две тачке у простору, путовање је такође краће, у неким случајевима скоро тренутно. Ако је црвоточина довољно велика и довољно стабилна звездани брод би могао да уђе на један а изађе на други крај на тај начин скраћујући понекад и године путовања.
Црвоточина се може визуализовати као тунел са два краја у одвојеним тачкама у простор-времену (тј. различите локације, различите тачке у времену или обоје). Црвоточине су у складу са општом теоријом релативности, али остаје да се види да ли црвоточине заиста постоје. Многи научници постулирају да су црвоточине само пројекције четврте просторне димензије, аналогно томе како би дводимензионално (2Д) биће могло да доживи само део тродимензионалног (3Д) објекта.
Теоретски, црвоточина може да повеже екстремно велике удаљености као што је милијарда светлосних година, или кратке удаљености као што је неколико метара, или различите тачке у времену, или чак различите универзуме.
Године 1995, Мат Висер је сугерисао да би могло бити много црвоточина у свемиру ако су космичке струне са негативном масом настале у раном универзуму. Неки физичари, као што је Кип Торн, су предложили како да се вештачки направе црвоточине.

## Стварност
У стварности црвоточине су и практично могуће; налазе се у микроскопским наборима квантне пене, али нажалост њихов пречник износи 10−12 милиметара а време трајања 10−20 секунде.
Црвоточина је у физици и хипотетичка пречица кроз простор-време. За сад није доказано постојање практичних црвоточина, тако да је то за сад само резултат претпоставки.
Постоје два типа црвоточина:
- интра-универзумска — која повезује две удаљене тачке у простор-времену истог свемира, и
- интер-универзумска — која повезује два одвојена свемира.

## Терминологија
Године 1928, немачки математичар, филозоф и теоретски физичар Херман Вајл предложио је хипотезу материје о црвоточини у контексту анализе масе за енергију електромагнетног поља; међутим, он није користио термин „црвоточина“ (говорио је уместо тога једнодимензионалне цеви").
Амерички теоријски физичар Џон Арчибалд Вилер (инспирисан Вејловим радом) сковао је термин „црвоточина“ у раду из 1957. чији је коаутор Чарлс Миснер:
Ова анализа приморава нас да размотримо ситуације ... где постоји нето ток линија силе, кроз оно што би тополози назвали „ручком” вишеструко повезаног простора, и чему би физичарима можда требало опростити што то сликовитије назвају „црвоточина”.— Чарлс Миснер и Џон Вилер у Аналима Физике

### Савремене дефиниције
Црвоточине су дефинисане геометријски и тополошки. Са тополошке тачке гледишта, интра-васељенска црвоточина (црвоточина између две тачке у истом универзуму) је компактна област простор-времена чија је граница тополошки тривијална, али чија унутрашњост није једноставно повезана. Формализовање ове идеје доводи до дефиниција као што су следеће, преузете из Лоренцове црвоточине Мата Висера (1996).
Ако простор-време Минковског садржи компактну област Ω, и ако је топологија Ω облика Ω ~ R × Σ, где је Σ тромногострукост нетривијалне топологије, чија граница има топологију облика ∂Σ ~ S2, и ако су, даље, све хиперповршине Σ сличне свемиру, онда област Ω садржи квазиперманентну интрауниверзумску црвоточину.
Геометријски, црвоточине се могу описати као области простор-времена које ограничавају инкременталну деформацију затворених површина. На пример, у Физици звезданих капија Енрика Родрига, црвоточина је неформално дефинисана као:
регион простор-времена који садржи „светску цев“ (временска еволуција затворене површине) која се не може континуирано деформисати (смањити) на светску линију (временска еволуција тачке или посматрача).